# Fernão Valarinho
Fernão Valarinho, igualmente conhecido como Fernão Vilarinho foi um navegador português do século XV.

## Biografia
Serviu a casa do Infante D. Henrique como navegador, durante o século XV. Foi capitão de uma das nove caravelas que realizaram uma expedição à costa africana, em 1446. Em 1457, o Infante aforou-lhe as Azenhas de São Pedro, junto ao então Rio de Lagos.
Numa carta assinada em 23 de Julho de 1462, o rei D. Afonso V concedia a Fernão Valarinho e aos seus sócios o direito de exportarem livremente para Castela os escravos que tinham adquirido em África, tendo o historiador João Paulo Oliveira e Costa interpretado pela decisão como uma prova da forma como os mercadores da vila de Lagos, ainda continuam a exercer importantes funções comerciais nas costas da Guiné Portuguesa.
Segundo dados históricos coligidos pelo investigador José de Vasconcelos e Meneses, em 4 de Junho de 1463 o monarca ordenou que a feitoria de Lagos, que estava sedeada em edifícios do Infante D. Henrique, fosse transferida para a cidade de Lisboa. Cerca de um ano depois, determinou que João Baldaia, recebedor dos direitos e do trato de Arguim, entregasse a Fernão Valarinho as casas que pertenceram ao Infante, e onde ele, que era recebedor, guardava os direitos e cousas referentes àquela colónia. Deveria ser saldada a dívida do Infante a Fernão Valarinho, no valor de 44 750 reais brancos.
Segundo a Crónica do Felicíssimo Rei D. Manuel, de Damião de Góis, Fernão Valarinho foi um dos participantes na tentativa falhada de atacar a cidade de Calecute, na Índia, em Janeiro de 1510, como parte das forças de Afonso de Albuquerque, tendo ficado ferido ou mesmo sido morto durante a batalha.

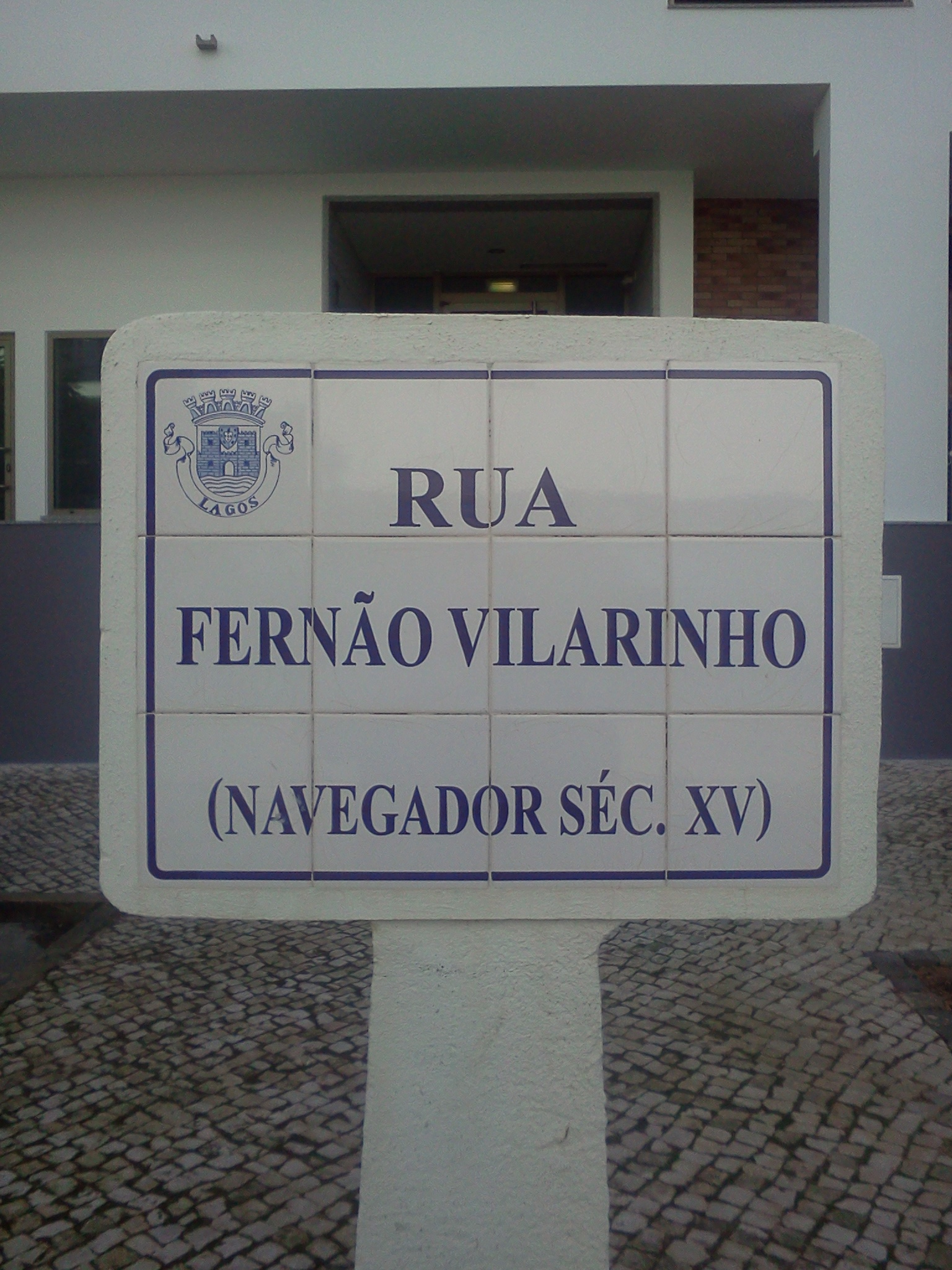
Placa toponímica da Rua Fernão Vilarinho, na cidade de Lagos.

## Homenagens
O nome de Fernão Vilarinho foi colocado numa rua do concelho de Lagos, em 3 de março de 2004.